# Пролетарский территориальный округ

Пролетарский территориальный округ (показан серо-голубым цветом) на карте муниципального образования город Тула.

Пролетарский территориальный округ — составная часть единого муниципального образования город Тула.

## История
Образован в 2015 году и включает Пролетарский район города Тулы и 49 сельских населённых пунктов Ленинского района Тульской области в рамках соответствующего муниципального образования г. Тулы.
Сформировано главное управление администрации города Тулы по Пролетарскому территориальному округу как территориальный орган администрации города Тулы. Деятельностью главного управления руководит начальник главного управления администрации города Тулы по Пролетарскому территориальному округу. 12 января 2015 начальником главного управления по ПТО назначен Сергей Шестаков.

## Население
Численность населения территориального округа по оценке на 1 января 2016 года составляла 159,3 тыс. жителей, в том числе 7,7 тыс. жителей в сельских населённых пунктах и 151,6 тыс. жителей (95,2 %) в самом городе Тула — Пролетарском внутригородском районе.

## Состав
В состав Пролетарского территориального округа, организованного в 2015 году в рамках МО г. Тула, входят Пролетарский район города Тулы и следующие 49 сельских населенных пунктов Ленинского района области:
| №  | Населённый пункт   | Тип населённого пункта | Население | Сельский округ Ленинского района области | Муниципальное образование Ленинского муниципального района до 2015 года |
| -- | ------------------ | ---------------------- | --------- | ---------------------------------------- | ----------------------------------------------------------------------- |
| 1  | Акулинино          | деревня                | 27        | Шатский                                  | Шатское                                                                 |
| 2  | Алферьево          | деревня                | 5         | Торховский                               | Медвенское                                                              |
| 3  | Бабанино           | деревня                | 0         | Торховский                               | Медвенское                                                              |
| 4  | Балабаевка         | деревня                | 59        | Бежковский                               | Шатское                                                                 |
| 5  | Барыбинка          | деревня                | 27        | Медвенский                               | Медвенское                                                              |
| 6  | Бежка              | деревня                | 79        | Бежковский                               | Шатское                                                                 |
| 7  | Верхние Присады    | село                   | 49        | Бежковский                               | Шатское                                                                 |
| 8  | Водный             | посёлок                | 59        | Медвенский                               | Медвенское                                                              |
| 9  | Волынцево          | село                   | 15        | Торховский                               | Медвенское                                                              |
| 10 | Волынцевский       | посёлок                | 33        | Торховский                               | Медвенское                                                              |
| 11 | Высокое            | село                   | ↘128      | Бежковский                               | Шатское                                                                 |
| 12 | Георгиевское       | деревня                | 80        | Бежковский                               | Шатское                                                                 |
| 13 | Глухие Поляны      | село                   | ↗185      | Бежковский                               | Шатское                                                                 |
| 14 | Городище           | деревня                | 8         | Медвенский                               | Медвенское                                                              |
| 15 | Демидовка          | деревня                | ↘98       | Бежковский                               | Шатское                                                                 |
| 16 | Дорофеево          | село                   | 14        | Торховский                               | Медвенское                                                              |
| 17 | Журавка            | деревня                | 0         | Торховский                               | Медвенское                                                              |
| 18 | Казачий Хутор      | деревня                | 51        | Бежковский                               | Шатское                                                                 |
| 19 | Кишкино            | деревня                | 4         | Медвенский                               | Медвенское                                                              |
| 20 | Колодезное         | деревня                | 7         | Торховский                               | Медвенское                                                              |
| 21 | Красный Хутор      | деревня                | 1         | Бежковский                               | Шатское                                                                 |
| 22 | Крутое             | деревня                | 11        | Бежковский                               | Шатское                                                                 |
| 23 | Крюково            | деревня                | 16        | Торховский                               | Медвенское                                                              |
| 24 | Марьино            | деревня                | ↗140      | Бежковский                               | Шатское                                                                 |
| 25 | Медвенка           | деревня                | ↗177      | Медвенский                               | Медвенское                                                              |
| 26 | Молодёжный         | посёлок                | ↘1289     | Медвенский                               | Медвенское                                                              |
| 27 | Морозовка          | деревня                | ↗208      | Бежковский                               | Шатское                                                                 |
| 28 | Мыза               | деревня                | ↘113      | Медвенский                               | Медвенское                                                              |
| 29 | Новая Знаменка     | деревня                | 48        | Торховский                               | Медвенское                                                              |
| 30 | Новоселки          | деревня                | 54        | Бежковский                               | Шатское                                                                 |
| 31 | Оленино            | деревня                | 36        | Бежковский                               | Шатское                                                                 |
| 32 | Перевал            | посёлок                | 0         | Бежковский                               | Шатское                                                                 |
| 33 | Пещерово           | деревня                | ↗102      | Бежковский                               | Шатское                                                                 |
| 34 | Придорожный        | посёлок                | 20        | Медвенский                               | Медвенское                                                              |
| 35 | Присады            | посёлок                | 37        | Бежковский                               | Шатское                                                                 |
| 36 | Руднево            | село                   | 14        | Медвенский                               | Медвенское                                                              |
| 37 | Сежа               | посёлок                | 20        | Бежковский                               | Шатское                                                                 |
| 38 | Сеженские Выселки  | деревня                | ↘86       | Бежковский                               | Шатское                                                                 |
| 39 | Сигитово           | деревня                | 4         | Бежковский                               | Шатское                                                                 |
| 40 | Сине-Тулица        | деревня                | 10        | Медвенский                               | Медвенское                                                              |
| 41 | Страхово           | деревня                | 7         | Медвенский                               | Медвенское                                                              |
| 42 | Тёплое             | деревня                | 29        | Торховский                               | Медвенское                                                              |
| 43 | Тёплое             | село                   | ↗117      | Шатский                                  | Шатское                                                                 |
| 44 | Торхово            | посёлок                | ↘814      | Торховский                               | Медвенское                                                              |
| 45 | Торхово            | село                   | ↗74       | Торховский                               | Медвенское                                                              |
| 46 | Частинские Выселки | деревня                | 19        | Бежковский                               | Шатское                                                                 |
| 47 | Частое             | село                   | ↗260      | Бежковский                               | Шатское                                                                 |
| 48 | Шатск              | посёлок                | ↘2702     | Шатский                                  | Шатское                                                                 |
| 49 | Щепилово           | село                   | 83        | Медвенский                               | Медвенское                                                              |